# 16-та паралель північної широти
16-та паралель північної широти — лінія широти, що лежить на 16 градусів північніше земної екваторіальної площини. Вона проходить через Африку, Азію, Індійський океан, Тихий океан, Центральну Америку, Кариби та Атлантичний океан.
Після Другої Світової війни у В'єтнамі по паралелі проходила межа між китайською воєнною адміністрацією на півночі та британською на півдні (див. Війна у В'єтнамі (1945–1946)).
Під час лівійсько-чадської війни (1978-1987 рр.) ця паралель, починаючи з 1984 року, була відома як "Червона лінія", яка розділяла ворогуючі сторони. До цього, під час операції «Манта», "Червоною лінією" виступала 15-та паралель північної широти.
На цій широті під час літнього сонцестояння сонце видно 13 годин 5 хвилин, а під час зимового сонцестояння — 11 годин 11 хвилин.

## Список географічних об'єктів, що перетинає 16° пн. ш.
Починаючи з Гринвіцького меридіану та рухаючись на схід, 16-та паралель північної широти проходить через:
| Координати                                                   | Країна, територія або море | Примітки |
| ------------------------------------------------------------ | -------------------------- | --- |
| 16°0′ пн. ш. 0°0′ сх. д. / 16.000° пн. ш. 0.000° сх. д.      | Малі                       | |
| 16°0′ пн. ш. 4°0′ сх. д. / 16.000° пн. ш. 4.000° сх. д.      | Нігер                      | |
| 16°0′ пн. ш. 14°39′ сх. д. / 16.000° пн. ш. 14.650° сх. д.   | Чад                        | |
| 16°0′ пн. ш. 24°0′ сх. д. / 16.000° пн. ш. 24.000° сх. д.    | Судан                      | |
| 16°0′ пн. ш. 36°50′ сх. д. / 16.000° пн. ш. 36.833° сх. д.   | Еритрея                    | |
| 16°0′ пн. ш. 39°16′ сх. д. / 16.000° пн. ш. 39.267° сх. д.   | Червоне море               | |
| 16°0′ пн. ш. 40°3′ сх. д. / 16.000° пн. ш. 40.050° сх. д.    | Еритрея                    | Проходить через острів Нора                                                                                   |
| 16°0′ пн. ш. 40°5′ сх. д. / 16.000° пн. ш. 40.083° сх. д.    | Червоне море               | |
| 16°0′ пн. ш. 42°49′ сх. д. / 16.000° пн. ш. 42.817° сх. д.   | Ємен                       | |
| 16°0′ пн. ш. 52°10′ сх. д. / 16.000° пн. ш. 52.167° сх. д.   | Індійський океан           | Аравійське море                                                                                               |
| 16°0′ пн. ш. 73°29′ сх. д. / 16.000° пн. ш. 73.483° сх. д.   | Індія                      | Махараштра Карнатака Андгра-Прадеш Телангана                                                                  |
| 16°0′ пн. ш. 81°9′ сх. д. / 16.000° пн. ш. 81.150° сх. д.    | Індійський океан           | Бенгальська затока                                                                                            |
| 16°0′ пн. ш. 94°13′ сх. д. / 16.000° пн. ш. 94.217° сх. д.   | М'янма                     | Проходить через дельту Іраваді                                                                                |
| 16°0′ пн. ш. 95°41′ сх. д. / 16.000° пн. ш. 95.683° сх. д.   | Індійський океан           | Затока Моутама, Андаманське море                                                                              |
| 16°0′ пн. ш. 97°35′ сх. д. / 16.000° пн. ш. 97.583° сх. д.   | М'янма                     | |
| 16°0′ пн. ш. 98°36′ сх. д. / 16.000° пн. ш. 98.600° сх. д.   | Таїланд                    | |
| 16°0′ пн. ш. 105°25′ сх. д. / 16.000° пн. ш. 105.417° сх. д. | Лаос                       | |
| 16°0′ пн. ш. 107°27′ сх. д. / 16.000° пн. ш. 107.450° сх. д. | В'єтнам                    | Проходить південніше Дананга                                                                                  |
| 16°0′ пн. ш. 108°16′ сх. д. / 16.000° пн. ш. 108.267° сх. д. | Південнокитайське море     | Проходить через спірні Парасельські острови                                                                   |
| 16°0′ пн. ш. 119°45′ сх. д. / 16.000° пн. ш. 119.750° сх. д. | Філіппіни                  | Проходить через острів Лусон                                                                                  |
| 16°0′ пн. ш. 121°39′ сх. д. / 16.000° пн. ш. 121.650° сх. д. | Тихий океан                | Філіппінське море Проходить південніше острова Фаральон-де-Медінілья[en], Північні Маріанські Острови         |
| 16°0′ пн. ш. 97°50′ зх. д. / 16.000° пн. ш. 97.833° зх. д.   | Мексика                    | |
| 16°0′ пн. ш. 95°24′ зх. д. / 16.000° пн. ш. 95.400° зх. д.   | Тихий океан                | Затока Теуантепек                                                                                             |
| 16°0′ пн. ш. 93°59′ зх. д. / 16.000° пн. ш. 93.983° зх. д.   | Мексика                    | |
| 16°0′ пн. ш. 91°46′ зх. д. / 16.000° пн. ш. 91.767° зх. д.   | Гватемала                  | |
| 16°0′ пн. ш. 89°13′ зх. д. / 16.000° пн. ш. 89.217° зх. д.   | Беліз                      | |
| 16°0′ пн. ш. 88°54′ зх. д. / 16.000° пн. ш. 88.900° зх. д.   | Карибське море             | Проходить північніше півострова Пунта-де-Манабіке[en], Гватемала Проходить південніше острова Утіла, Гондурас |
| 16°0′ пн. ш. 85°58′ зх. д. / 16.000° пн. ш. 85.967° зх. д.   | Гондурас                   | |
| 16°0′ пн. ш. 85°53′ зх. д. / 16.000° пн. ш. 85.883° зх. д.   | Карибське море             | Проходить північніше півострова Кабо-Камарон[en], Гондурас                                                    |
| 16°0′ пн. ш. 61°44′ зх. д. / 16.000° пн. ш. 61.733° зх. д.   | Франція                    | Проходить через острів Бас-Тер, Гваделупа                                                                     |
| 16°0′ пн. ш. 61°35′ зх. д. / 16.000° пн. ш. 61.583° зх. д.   | Атлантичний океан          | |
| 16°0′ пн. ш. 61°17′ зх. д. / 16.000° пн. ш. 61.283° зх. д.   | Франція                    | Проходить через острів Марі-Галан, Гваделупа                                                                  |
| 16°0′ пн. ш. 61°15′ зх. д. / 16.000° пн. ш. 61.250° зх. д.   | Атлантичний океан          | |
| 16°0′ пн. ш. 22°55′ зх. д. / 16.000° пн. ш. 22.917° зх. д.   | Кабо-Верде                 | Проходить через острів Боа-Вішта                                                                              |
| 16°0′ пн. ш. 22°46′ зх. д. / 16.000° пн. ш. 22.767° зх. д.   | Атлантичний океан          | |
| 16°0′ пн. ш. 16°30′ зх. д. / 16.000° пн. ш. 16.500° зх. д.   | Сенегал                    | |
| 16°0′ пн. ш. 13°22′ зх. д. / 16.000° пн. ш. 13.367° зх. д.   | Мавританія                 | |
| 16°0′ пн. ш. 5°24′ зх. д. / 16.000° пн. ш. 5.400° зх. д.     | Малі                       | |